# 大陸国家
大陸国家（たいりくこっか、英: continental nation）とは、地政学の概念の一つであり、歴史上を含め、海洋国家に対置する概念。

## 概要
大陸に国家の主軸を置き、陸上における農産物の生産性などに着目し、陸上の支配地域の拡大を排他的・覇権的に行う。領土および周縁地帯の維持・拡張を極めて重要視し、大きな軍事力保有を志向する。
支配領域の拡大志向の点で主観的であり、常に新しいものを追う点では革新的であり、海洋国家とは異なる志向を有するとされる。またこれらの源として、自らの伝統・歴史も重要視する。

## 歴史
古代において大陸の生産性に着目して栄えた国には古代オリエントのペルシア帝国や、アレクサンドロス大王の帝国、前漢王朝などがある。
中世においてはモンゴル帝国がその典型である。またその影響を強く受けた、中国の後裔王朝（元、明、清、また現在の中華人民共和国）、ロシア帝国（また現在のロシア連邦）がある。大陸に広い領域を確保することに腐心し、周縁部に対しては征服戦争を起こしている。
通商交易、民族融和、都市建設などの帝国主義的指向が見られる。反面、残虐な民族制圧・敵都市抹殺も躊躇せず追求する。

### ヨーロッパ
オーストリア帝国やドイツ帝国は東欧の領土化を志向し戦争を起こした。
フランスも（ルイ14世からナポレオン1世の時期）、大陸国家の性格を明瞭にしており、ヨーロッパ最強陸軍を保有した。

## 大陸国家とされる（された）国々
- オスマン帝国
- オーストリア帝国
- スパルタ
- 中国：秦、漢、隋、唐、元、明、清、中華民国（1949年以前）、中華人民共和国
- 日本：鎌倉幕府[4]、江戸幕府[4]
- スウェーデン＝バルト帝国
- フランス：ブルボン朝、フランス第一帝政
- プロイセン王国→ドイツ帝国
- ペルシア帝国
- モンゴル帝国
- ムガル帝国
- ロシア帝国→ソビエト連邦→ロシア連邦

## 大陸国家の理論
大陸国家の概念は海洋国家の概念を定義する過程で生まれたものである。そのため、海洋国家の概念が明確に定義されてきたのに対し、大陸国家の定義は曖昧である。大陸国家的性格を有しながらも海洋国家的性格を有することもありうるからである。